# Diaulomorpha
Diaulomorpha is een geslacht van vliesvleugeligen uit de familie Eulophidae. De wetenschappelijke naam van dit geslacht is voor het eerst geldig gepubliceerd in 1900 door Ashmead.

## Soorten
Het geslacht Diaulomorpha omvat de volgende soorten:
- Diaulomorpha aeneiscapus (Girault, 1926)
- Diaulomorpha arboris (Girault, 1924)
- Diaulomorpha asperitergum (Girault, 1915)
- Diaulomorpha australiensis Ashmead, 1900
- Diaulomorpha calvaria (De Santis, 1955)
- Diaulomorpha chinchillae (Girault, 1933)
- Diaulomorpha cicuta (Walker, 1839)
- Diaulomorpha floris (Girault, 1922)
- Diaulomorpha itea (Walker, 1839)
- Diaulomorpha maculatipennis (Girault, 1913)
- Diaulomorpha nigroaenea (Girault, 1929)
- Diaulomorpha niveipes (Girault, 1915)
- Diaulomorpha pulchra (Girault, 1913)
- Diaulomorpha telestas (Walker, 1839)